# Artocarpus subrotundifolius
Artocarpus subrotundifolius là một loài thực vật có hoa trong họ Moraceae. Loài này được Elmer mô tả khoa học đầu tiên năm 1908.